# Курляндская группа войск
Курляндская группа войск — временное оперативное объединение советских войск Ленинградского фронта и соединений расформированного 2-го Прибалтийского фронта во время Великой Отечественной войны.

## Создание
Группа создана 1 апреля 1945 года преобразованием Ленинградского фронта и соединений расформированного 2-го Прибалтийского фронта в Курляндскую группу войск.

с. Бунка. Место капитуляции германской армии

## Участие в сражениях и битвах
- Курляндский котёл — с 1 апреля 1945 года по 9 мая 1945 года
- Курляндская наступательная операция — с 3 февраля 1945 года по 30 марта 1945 года

## Командование
- Маршал Советского Союза Говоров Леонид Александрович

## Начальникиштаба
- генерал-полковник Попов, Маркиан Михайлович

## Боевой состав
| - 1-й стрелковый корпус - 306-я стрелковая дивизия - 344-я стрелковая дивизия - 357-я стрелковая дивизия - 8-й эстонский стрелковый корпус - 7-я эстонская стрелковая дивизия - 249-я эстонская стрелковая дивизия - 119-й стрелковый корпус - 201-я стрелковая дивизия - 360-я стрелковая дивизия - 374-я стрелковая дивизия - 123-й стрелковый корпус - 21-я гвардейская стрелковая дивизия - 376-я стрелковая дивизия - 6-я гвардейская артиллерийская дивизия прорыва - 29-я гвардейская пушечная артиллерийская бригада - 69-я лёгкая артиллерийская бригада - 134-я гаубичная артиллерийская бригада - 87-я тяжёлая гаубичная артиллерийская бригада - 119-я гаубичная артиллерийская бригада Большой Мощности - 4-я миномётная бригада - 13-й гвардейский отдельный разведывательный артиллерийский дивизион - 20-я артиллерийская дивизия прорыва - 34-я лёгкая артиллерийская бригада - 53-я пушечная артиллерийская бригада - 60-я гаубичная артиллерийская бригада - 93-я тяжёлая гаубичная артиллерийская бригада - 102-я гаубичная артиллерийская бригада Большой Мощности - 20-я миномётная бригада - 796-й отдельный разведывательный артиллерийский дивизион - 27-я артиллерийская дивизия - 78-я лёгкая артиллерийская бригада - 76-я пушечная артиллерийская бригада - 74-я гаубичная артиллерийская бригада - 783-й отдельный разведывательный артиллерийский дивизион - 5-я корпусная артиллерийская бригада - 137-я пушечная артиллерийская бригада - 6-я гвардейская истребительно-противотанковая артиллерийская бригада - 1186-й истребительно-противотанковый артиллерийский полк - 13-я миномётная бригада - 31-я миномётная бригада - 110-й миномётный полк - 12-я гвардейская механизированная бригада реактивной артиллерии - 14-я гвардейская механизированная бригада реактивной артиллерии - 28-й гвардейский механизированный полк реактивной артиллерии - 34-й гвардейский механизированный полк реактивной артиллерии - 60-й гвардейский механизированный полк реактивной артиллерии - 36-я зенитная артиллерийская дивизия - 1385-й зенитный артиллерийский полк - 1391-й зенитный артиллерийский полк - 1397-й зенитный артиллерийский полк - 1399-й зенитный артиллерийский полк - 1473-й зенитный артиллерийский полк - 1714-й зенитный артиллерийский полк - 12-й отдельный зенитный артиллерийский дивизион - 34-й гвардейская тяжёлая танковая бригада - 15-й гвардейский тяжёлый танковый полк - 32-й гвардейский тяжёлый танковый полк - 221-й огнемётный танковый полк - 346-й гвардейский тяжёлый самоходный артиллерийский полк - 1047-й самоходный артиллерийский полк - 1048-й самоходный артиллерийский полк - 1102-й самоходный артиллерийский полк - 1503-й самоходный артиллерийский полк - 49-я инженерно-сапёрная бригада - 8-я мотоинженерная бригада |

| - 84-й стрелковый корпус - 164-я стрелковая дивизия - 270-я стрелковая дивизия - 92-й стрелковый корпус - 156-я стрелковая дивизия - 179-я стрелковая дивизия - 257-я стрелковая дивизия - 32-я стрелковая дивизия - 138-я пушечная артиллерийская бригада - 587-й истребительно-противотанковый артиллерийский полк - 556-й миномётный полк - 73-я зенитная артиллерийская дивизия - 205-й зенитный артиллерийский полк - 402-й зенитный артиллерийский полк - 430-й зенитный артиллерийский полк - 442-й зенитный артиллерийский полк - 1624-й зенитный артиллерийский полк - 272-й отдельный моторизованный батальон особого назначения - 285-й отдельный моторизованный батальон особого назначения - 44-й отдельный дивизион бронепоездов - 2-я инженерно-сапёрная бригада - 106-й моторизованный понтонно-мостовой батальон - 12-й отдельный огнемётный батальон |

| - 2-й гвардейский стрелковый корпус - 9-я гвардейская стрелковая дивизия - 71-я гвардейская стрелковая дивизия - 166-я стрелковая дивизия - 22-й гвардейский стрелковый корпус - 46-я гвардейская стрелковая дивизия - 16-я литовская стрелковая дивизия - 29-я стрелковая дивизия - 30-й гвардейский стрелковый корпус - 45-я гвардейская стрелковая дивизия - 63-я гвардейская стрелковая дивизия - 64-я гвардейская стрелковая дивизия - 4-я пушечная артиллерийская бригада - 496-й истребительно-противотанковый артиллерийский полк - 295-й миномётный полк - 2-й гвардейский механизированный полк реактивной артиллерии - 39-я зенитная артиллерийская дивизия - 1406-й зенитный артиллерийский полк - 1410-й зенитный артиллерийский полк - 1414-й зенитный артиллерийский полк - 1526-й зенитный артиллерийский полк - 1487-й зенитный артиллерийский полк - 31-й гвардейский тяжёлый танковый полк - 335-й гвардейский тяжёлый самоходный артиллерийский полк - 1900-й самоходный артиллерийский полк - 5-я штурмовая инженерно-сапёрная бригада - 29-я инженерно-сапёрная бригада - 44-й отдельный огнемётный батальон |

| - 7-й гвардейский стрелковый корпус - 7-я гвардейская стрелковая дивизия - 8-я гвардейская стрелковая дивизия - 119-я гвардейская стрелковая дивизия - 15-й гвардейский стрелковый корпус - 29-я гвардейская стрелковая дивизия - 30-я гвардейская стрелковая дивизия - 85-я гвардейская стрелковая дивизия - 19-й гвардейский стрелковый корпус - 22-я гвардейская стрелковая дивизия - 56-я гвардейская стрелковая дивизия - 65-я гвардейская стрелковая дивизия - 198-я стрелковая дивизия - 19-я гвардейская пушечная артиллерийская бригада - 758-й истребительно-противотанковый артиллерийский полк - 274-й миномётный полк - 14-я зенитная артиллерийская дивизия - 715-й зенитный артиллерийский полк - 718-й зенитный артиллерийский полк - 721-й зенитный артиллерийский полк - 2013-й зенитный артиллерийский полк - 240-й зенитный артиллерийский полк - 957-й самоходный артиллерийский полк - 13-я инженерно-сапёрная бригада |

| - 14-й гвардейский стрелковый корпус - 11-я стрелковая дивизия - 288-я стрелковая дивизия - 122-й стрелковый корпус - 56-я стрелковая дивизия - 85-я стрелковая дивизия - 130-й латышский стрелковый корпус - 43-я гвардейская латышская стрелковая дивизия - 308-я латышская стрелковая дивизия - 118-й укреплённый район - 141-я пушечная артиллерийская бригада - 304-й истребительно-противотанковый артиллерийский полк - 122-й миномётный полк - 408-й миномётный полк - 72-й гвардейский механизированный полк реактивной артиллерии - 310-й гвардейский механизированный полк реактивной артиллерии - 42-я зенитная артиллерийская дивизия - 620-й зенитный артиллерийский полк - 709-й зенитный артиллерийский полк - 714-й зенитный артиллерийский полк - 729-й зенитный артиллерийский полк - 631-й зенитный артиллерийский полк - 397-й отдельный зенитный артиллерийский дивизион - 1052-й самоходный артиллерийский полк - 24-я инженерно-сапёрная бригада - 54-й моторизованный понтонно-мостовой батальон |

| - 1-й гвардейский стрелковый корпус - 53-я гвардейская стрелковая дивизия - 204-я стрелковая дивизия - 267-я стрелковая дивизия - 10-й стрелковый корпус - 91-я стрелковая дивизия - 279-я стрелковая дивизия - 347-я стрелковая дивизия - 63-й стрелковый корпус - 77-я стрелковая дивизия - 87-я стрелковая дивизия - 417-я стрелковая дивизия - 66-я лёгкая артиллерийская бригада - 21-я артиллерийская дивизия прорыва - 151-я пушечная артиллерийская бригада - 827-й гаубичный артиллерийский полк - 764-й истребительно-противотанковый артиллерийский полк - 125-й миномётный полк - 99-й гвардейский механизированный полк реактивной артиллерии - 17-я зенитная артиллерийская дивизия - 1267-й зенитный артиллерийский полк - 1276-й зенитный артиллерийский полк - 1279-й зенитный артиллерийский полк - 2014-й зенитный артиллерийский полк - 46-я зенитная артиллерийская дивизия - 617-й зенитный артиллерийский полк - 618-й зенитный артиллерийский полк - 717-й зенитный артиллерийский полк - 77-й гвардейский зенитный артиллерийский полк - 39-я гвардейская танковая бригада - 27-й гвардейский тяжёлый танковый полк - 1056-й самоходный артиллерийский полк - 1489-й самоходный артиллерийский полк - 1492-й самоходный артиллерийский полк - 17-я инженерно-сапёрная бригада |

| - 5-й гвардейский бомбардировочный авиационный корпус - 4-я гвардейская бомбардировочная авиационная дивизия - 5-я гвардейская бомбардировочная авиационная дивизия - 7-й штурмовой авиационный корпус - 206-я штурмовая авиационная дивизия - 289-я штурмовая авиационная дивизия - 1-й гвардейский истребительный авиационный корпус - 3-я гвардейская истребительная авиационная дивизия - 4-я гвардейская истребительная авиационная дивизия - 14-й истребительный авиационный корпус - 185-я истребительная авиационная дивизия - 315-я истребительная авиационная дивизия - 188-я бомбардировочная авиационная дивизия - 284-я ночная бомбардировочная авиационная дивизия - 313-я ночная бомбардировочная авиационная дивизия - 214-я штурмовая авиационная дивизия - 225-я штурмовая авиационная дивизия - 118-й гвардейский штурмовой авиационный полк - 819-й штурмовой авиационный полк - 825-й штурмовой авиационный полк - 305-я штурмовая авиационная дивизия - 175-й штурмовой авиационный полк - 237-й штурмовой авиационный полк - 955-й штурмовой авиационный полк - 336-я истребительная авиационная дивизия - 163-й истребительный авиационный полк - 265-й истребительный авиационный полк - 483-й истребительный авиационный полк - 99-й гвардейский разведывательный авиационный полк - 187-й корректировочный разведывательный авиационный полк - 699-й транспортный авиационный полк - 97-й авиационный полк ГВФ - 87-я ночная бомбардировочная авиационная эскадрилья - 1639-й зенитный артиллерийский полк - 1683-й зенитный артиллерийский полк - 1685-й зенитный артиллерийский полк |

| - 19-й стрелковый корпус - 43-я стрелковая дивизия - 157-й укреплённый район - 8-я пушечная артиллерийская дивизия - 26-я пушечная артиллерийская бригада - 27-я пушечная артиллерийская бригада - 28-я гвардейская пушечная артиллерийская бригада - 21-я артиллерийская дивизия прорыва - 64-я тяжёлая пушечная артиллерийская бригада - 55-я гаубичная артиллерийская бригада - 103-я гаубичная артиллерийская бригада Большой Мощности - 94-я тяжёлая гаубичная артиллерийская бригада - 25-я миномётная бригада - 28-я артиллерийская дивизия прорыва - 188-я лёгкая артиллерийская бригада - 193-я гаубичная артиллерийская бригада - 165-я гаубичная артиллерийская бригада Большой Мощности - 196-я тяжёлая гаубичная артиллерийская бригада - 36-я миномётная бригада - 50-я тяжёлая миномётная бригада - 39-я гвардейская механизированная бригада реактивной артиллерии - 1486-й пушечный артиллерийский полк - 376-й гаубичный артиллерийский полк - 395-й гаубичный артиллерийский полк - 26-й гвардейский механизированный полк реактивной артиллерии - 27-й гвардейский механизированный полк реактивной артиллерии - 90-й гвардейский механизированный полк реактивной артиллерии - 41-я зенитная артиллерийская дивизия - 244-й зенитный артиллерийский полк - 245-й зенитный артиллерийский полк - 463-й зенитный артиллерийский полк - 634-й зенитный артиллерийский полк - 609 зенап (46 зенад) - 243-й зенитный артиллерийский полк - 601-й зенитный артиллерийский полк - 1477-й зенитный артиллерийский полк - 1623-й зенитный артиллерийский полк - 1625-й зенитный артиллерийский полк - 63-й гвардейский отдельный зенитный артиллерийский дивизион - 64-й гвардейский отдельный зенитный артиллерийский дивизион - 29-й отдельный зенитный артиллерийский дивизион - 183-й отдельный зенитный артиллерийский дивизион - 221-й отдельный зенитный артиллерийский дивизион - 239-й отдельный зенитный артиллерийский дивизион - 242-й отдельный зенитный артиллерийский дивизион - 467-й отдельный зенитный артиллерийский дивизион - 622-й отдельный зенитный артиллерийский дивизион - 7-й отдельный воздухоплавательный дивизион аэростатов артиллерийского наблюдения - 3-й гвардейский механизированный корпус - 7-я гвардейская механизированная бригада - 8-я гвардейская механизированная бригада - 9-я гвардейская механизированная бригада - 35-я гвардейская танковая бригада - 64-й гвардейский тяжёлый танковый полк - 380-й гвардейский тяжёлый самоходный артиллерийский полк - 1510-й самоходный артиллерийский полк - 1823-й самоходный артиллерийский полк - 1-й гвардейский мотоциклетный батальон - 743-й истребительно-противотанковый дивизион - 129-й миномётный полк - 334-й гвардейский механизированный дивизион реактивной артиллерии - 1705-й зенитный артиллерийский полк - 10-я гвардейская танковая бригада - 133-й отдельный зенитный бронепоезд - 134-й отдельный зенитный бронепоезд - 1003-й санитарный авиационный полк - 10-я штурмовая инженерно-сапёрная бригада - 19-я штурмовая инженерно-сапёрная бригада - 36-й отдельный инженерный батальон миноискателей (собак-миноискателей и истребителей танков) - 75 отдельный инженерный батальон миноискателей (собак-миноискателей и истребителей танков) - 56-й моторизованный понтонно-мостовой батальон - 58-й моторизованный понтонно-мостовой батальон - 94-й моторизованный понтонно-мостовой батальон - 206-й отдельная рота ранцевых огнемётов - 35-й отдельный огнемётный батальон - 42-й отдельный огнемётный батальон |